# NVPH (каталог марок)
Каталог «NVPH», или «Специальный каталог почтовых марок Нидерландов и заморских территорий» (нидерл. Speciale catalogus van de postzegels van Nederland en overzeese rijksdelen), — каталог почтовых марок, издаваемый Нидерландской ассоциацией филателистических дилеров (Nederlandsche Vereeniging van Postzegelhandelaren), аббревиатура названия которой служит также для обозначения каталога. Выходит ежегодно с 1933 года.

## Описание
Каталог имеет твёрдую обложку. Судя по изданию 2015 года, его объём составляет почти 1000 страниц, продажная цена — 33,90 евро (в Нидерландах).
В каталоге представлены все марки следующих почтовых территорий:
- Нидерландов,
- Голландской Ост-Индии, Нидерландской Новой Гвинеи, Суринама (независимость получена 25 ноября 1975 года), Нидерландских Антильских островов,
- Арубы, Кюрасао и Синт-Мартена.

Нумерация почтовых марок в данном каталоге служит ориентиром для нидерландских коллекционеров.
По состоянию на 2015 год, председателем каталожного комитета Нидерландской ассоциации филателистических дилеров являлся Роб Смит (Rob Smit).
В отдельных изданиях каталога обычно присутствуют одноразовые, не повторяющиеся в дальнейшем главы, посвящённые тем или иным аспектам нидерландской филателии. Например, в 75-е издание 2015 года были включены главы о так называемых «малых круглых штемпелях» (тип календарных штемпелей, применявшихся в Нидерландах в конце XIX — начале XX веков) и «детских благодарственных карточках» (карточки благодарности волонтёрам, продававшим детские почтово-благотворительные марки).

## История и формы изданий
Первое издание каталога — «Speciaal-catalogus van de postzegels van Nederland en koloniën 1934» («Специальный каталог почтовых марок Нидерландов и колоний 1934 года») — увидело свет в августе 1933 года. Каждое последующе новое издание выходило, как правило, ежегодно. Так, например, в 2008 году появилось 67-е издание каталога.
С 1995 года каталог также изготавливался на компакт-дисках, а с 2003 года — на DVD в сотрудничестве с компанией Collect-A-ROM. С лета 2007 года, когда вышло издание для 2008 года, каталог можно получать на DVD.

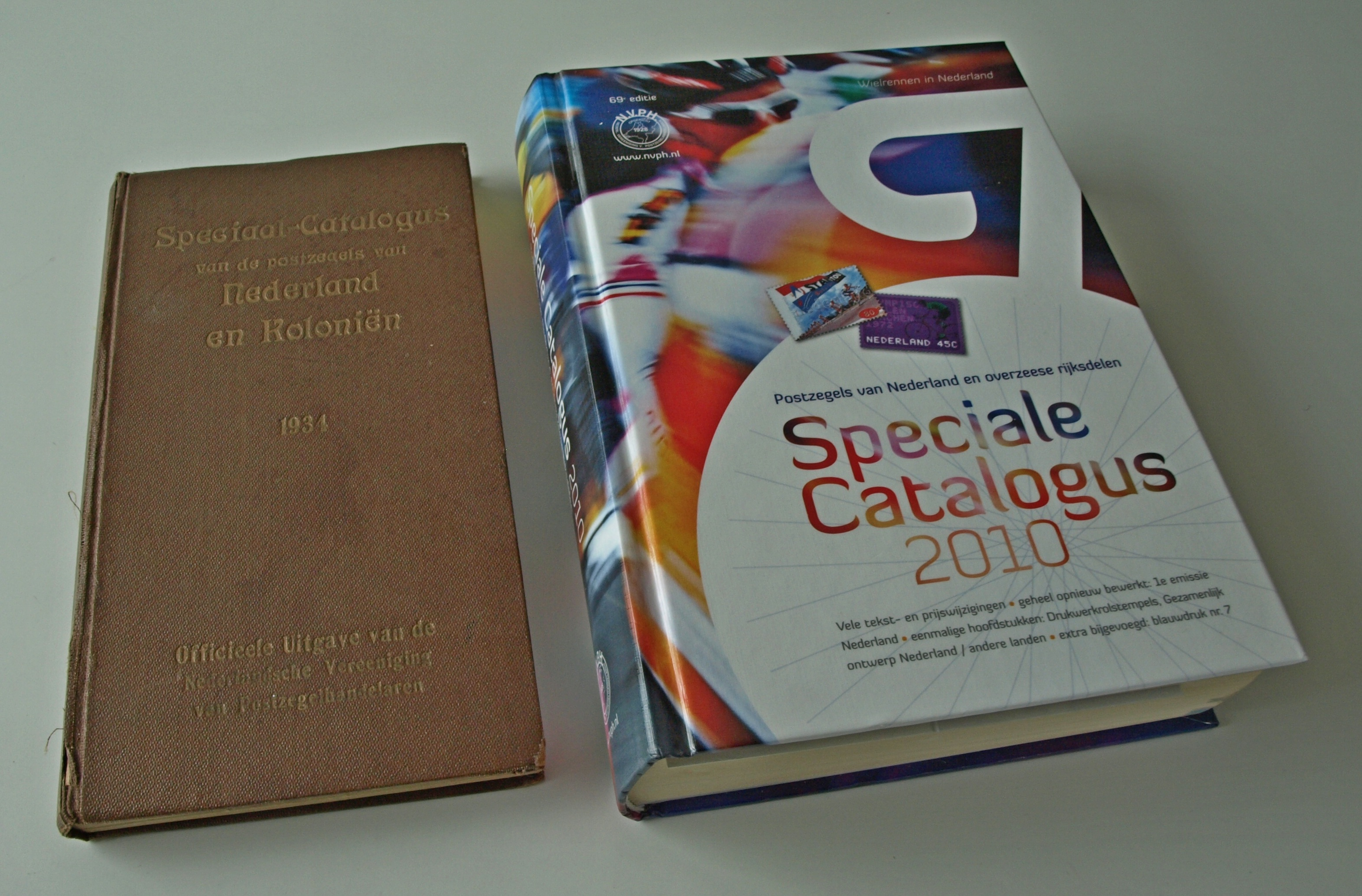
Первое издание каталога NVPH 1934 года и издание 2010 года

28 сентября 2015 года в Музее связи Нидерландов в Гааге состоялась торжественная презентация юбилейного, 75-го издания каталога.